# Tel uit je winst
Tel uit je winst is een klucht gebaseerd op het verhaal Funny Money.
Het werd geproduceerd door V&V Entertainment.
De voorstelling liep van november 2002 t/m april 2003.
"Tel uit je winst" werd bewerkt door Jon van Eerd.

## Verhaal
De kantoorbediende Harrie Vermeulen komt op zijn verjaardag thuis met het verkeerde koffertje. In plaats van zijn agenda, kantoorspullen en zijn boterham met kaas/tomaat, zit er €2.755.000 ,- in het koffertje. Wanneer de eigenaar van het 'verwisselde' koffertje dood uit de Maas wordt gevist ontwikkelt zich een komisch blijspel met persoonsverwisselingen en onduidelijke vliegbestemmingen.
Deze productie ging in een nieuwe bewerking in het najaar van 2002 in première en werd de eerste klucht-productie van Jon van Eerd. 

## Rolverdeling
- Harrie Vermeulen: Jon van Eerd
- Carla Vermeulen: Inge Ipenburg
- Betty: Marjolein Algera
- Joost: Laus Steenbeeke
- Inspecteur de Boer: Filip Bolluyt
- Inspecteur van Manen: Istvan Hitzelberger
- Sjaan: Maja van den Broecke

## Scenario
- Ray Cooney: Funny Money, Samuel French (U.S.A.) acting edition, 151 pp. (New York, 1995), ISBN 0-573-69560-1.